# 찬란한 아침
《찬란한 아침》은 한국방송공사 1TV 특집드라마이다.

## 출연진
- 이순재
- 김민자
- 황정순
- 유지인
- 한혜숙